# Condado de Treviño
Condado de Treviño ("County of Treviño") là một đô thị trong tỉnh Burgos, Castile và León, Tây Ban Nha. Dân số 1.282 người.

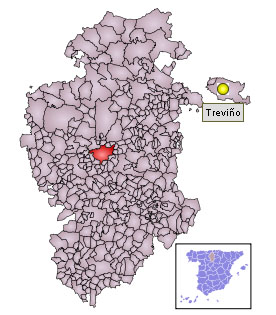
Treviño as an exclave of Burgos.

The white area in this map of Alava is the exclave.

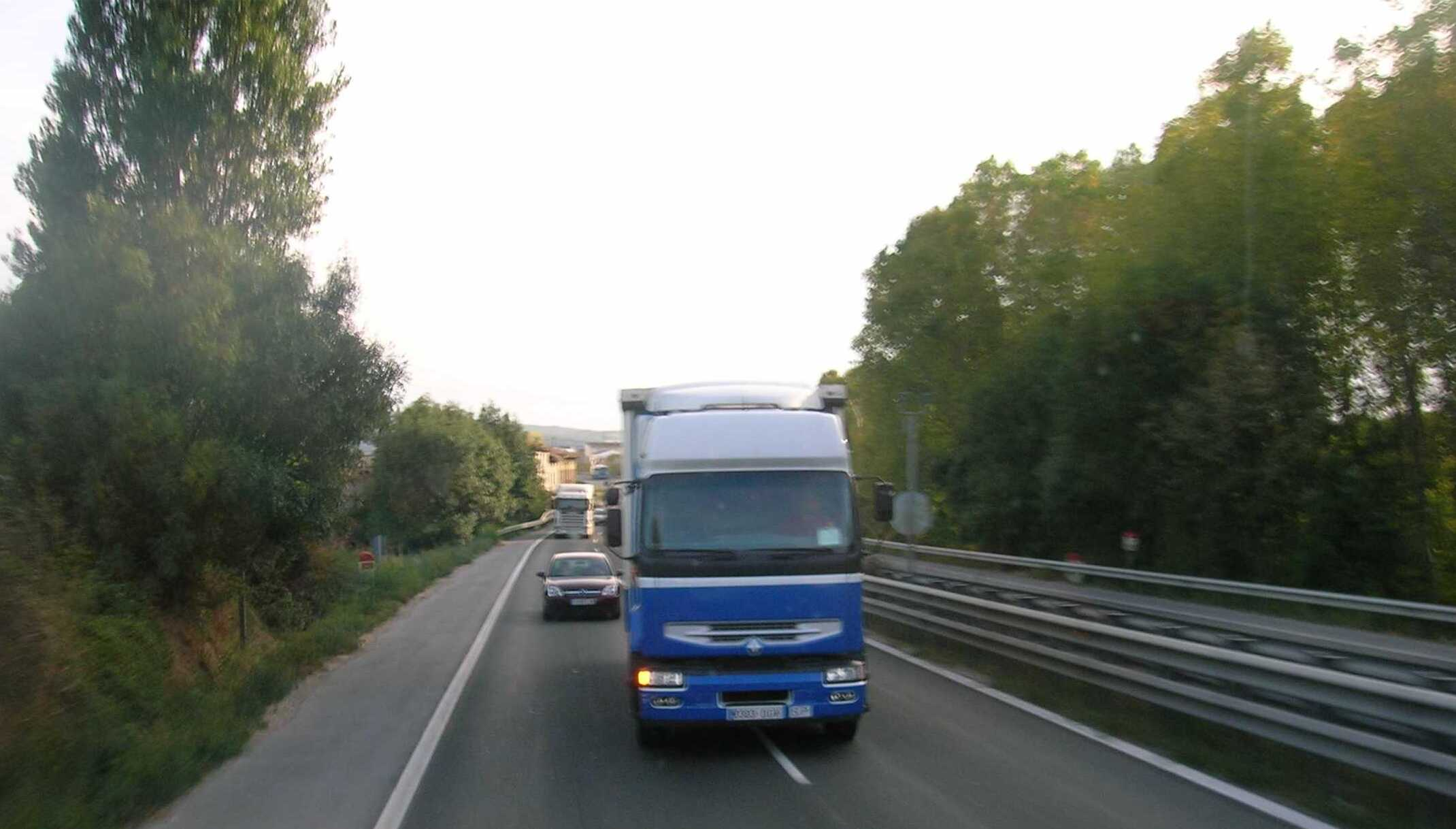
Condado de Treviño is crossed by the Nacional N-1 road.